# Elatostema rubrostipulatum
Elatostema rubrostipulatum är en nässelväxtart som beskrevs av L. S. Gibbs. Elatostema rubrostipulatum ingår i släktet Elatostema och familjen nässelväxter. Inga underarter finns listade i Catalogue of Life.